# Daniel Keene
Pour les articles homonymes, voir Keene.
Daniel Keene, né le 21 décembre 1955 à Melbourne (Australie), est un dramaturge australien dont l’œuvre a été jouée dans le monde entier.

## Œuvre
Les pièces de Keene ont été montées en Australie, en France, en Pologne et aux États-Unis. Plusieurs de ses pièces ont été traduites en français.